# Thlaspi bellidifolium
Thlaspi bellidifolium là một loài thực vật có hoa trong họ Cải. Loài này được Griseb. miêu tả khoa học đầu tiên năm 1846.